# Vijfde dimensie (esoterie)
De vijfde dimensie wordt in spirituele en religieuze kringen beschouwd als een hogere staat van bewustzijn. Dimensies zouden aangeven hoe ver het bewustzijn reikt. Een dimensie zou gezien kunnen worden als een bestaansveld binnen het universum met verschillende spelregels waarin men kan ervaren en creëren met als doel om spiritueel te groeien. De vijfde dimensie zou vibreren in resonantie met bepaalde frequenties, waardoor men deze zou kunnen ervaren.

## Lagere dimensies
De eerste en tweede dimensie zouden volgens de esoterie gaan over waarnemen, oerdriften, aarden en het fysieke lichaam, vergelijkbaar met het eerste en tweede chakra.
De derde dimensie zou een bewustzijnsstaat van onder meer fysieke en emotionele ervaring zijn, confrontatie, materiële armoede en rijkdom. Een ander kenmerk van de derde dimensie is dualiteit. Daarnaast speelt het ego in deze dimensie een belangrijke rol. Lineaire tijd is ook een essentieel kenmerk van de derde dimensie. Men ervaart verleden, heden en toekomst, terwijl deze in essentie niet zouden bestaan. In de derde dimensie hebben dingen een fysieke verschijningsvorm zoals afmeting. Door de dichtheid van materie zouden deze vaak een lage langzame trilling hebben.
De vierde dimensie wordt beschouwd als een soort overgang naar de vijfde dimensie. Het wordt gezien als een portaal naar hogere werelden. In de vierde dimensie zouden het verleden, heden en toekomst één "nu" vormen en zou tijd niet meer bestaan. Tijd is een relatief begrip geworden. Er is geen oorzaak en gevolg meer, geen verleden en toekomst. Het enige wat bestaat is het hier en nu. Nog steeds zou men dualiteit ervaren, maar is hij volkomen bewust dat hij aan zichzelf moet werken.

## De vijfde dimensie
De frequenties van de vijfde dimensie zouden hoger zijn dan die van de fysieke, dichte wereld van de aarde. Het zou geen plek zijn waar je fysiek naartoe kunt reizen, maar een vibratie die men langzaam gewaar wordt door de energiefrequentie te verhogen. Het idee zou zijn dat de gehele mensheid op een dag zou ontwaken en hoger gaat vibreren. Men zou ervaren dat hij onderdeel is van een groter geheel. Voorwaardelijk zou plaats maken voor onvoorwaardelijk, het ego zou temperen en men zou volledig vanuit het hart leven. Ook zou men de kracht kennen van intenties, doelen en affirmaties. De antwoorden zouden in jezelf gevonden worden. In de vijfde dimensie zou men zich geheel bewust zijn van het feit dat hij bewustzijn is en het lichaam tijdelijk als "voertuig" dient om de derde dimensie te kunnen ervaren.
Voor Rudolf Steiner was de vijfde dimensie de bron van onze gevoelens, gewaarwordingen en empathische verbindingen met anderen. Dit zou ontstaan wanneer twee vierdimensionale wezens het zielsaspect van de ander ontmoeten of erkennen. Bovendien zou wat wij bij de mens als zelfbewustzijn aanduiden of ervaren, fundamenteel het resultaat zijn van de projectie van de zesde dimensie in onze driedimensionale fysieke wereld. De theoloog John Hick beschreef de vijfde dimensie als "het psychische rijk".

## Een nieuw tijdperk
Vele boeken en artikelen over spiritualiteit beschrijven de overgang naar een nieuw tijdperk. We zouden vanuit het Vissentijdperk naar het Watermantijdperk gaan, vanuit de derde, door de vierde naar de vijfde dimensie.
Volgens de hindoeïstische filosofie zijn yuga's de vier tijdperken waarin de evolutie van het leven verdeeld is. De meeste interpretaties van hindoeteksten stellen dat de aarde zich in het tijdperk kali yuga bevindt, die gevolgd wordt door de satya yuga. Anderen menen echter dat de aarde aan het begin staat van de dwapara yuga en dat de cyclische tijdperken opnieuw worden doorlopen, maar dan in omgekeerde volgorde.